# Linia ciśnień (mechanika)
Linia ciśnień (krzywa ciśnień) – pojęcie związane z kształtowaniem i wymiarowaniem elementów konstrukcyjnych pracujących tylko na ściskanie (mimośrodowe). W elementach takich zawsze jest możliwe zredukowanie działających sił wewnętrznych do samej tylko siły ściskającej {\displaystyle N,} działającej na odpowiednich mimośrodach {\displaystyle z_{0},y_{0},} liczonych względem głównych centralnych osi bezwładności {\displaystyle y,z} przekroju poprzecznego. Wtedy momentami zginającymi ten przekrój są: {\displaystyle M_{y}=Nz_{0}} i {\displaystyle M_{z}=Ny_{0}.}
Miejsce geometryczne punktów o współrzędnych {\displaystyle y_{0},} {\displaystyle z_{0},} występujących w kolejnych przekrojach, jest linią ciśnień, której kształt zależy od działającego obciążenia. Projektowanie polega na takim ukształtowaniu wymiarowanej konstrukcji, aby linia ciśnień nie wykraczała poza obszary wyznaczone przez rdzenie wymiarowanych przekrojów. Zasada ta dotyczy projektowania łuków i murów oporowych, które mogą być, dzięki takiemu projektowaniu, wykonywane bez spoiwa (na sucho) z elementów kamiennych, betonowych, cegły itp.